# Alias
Alias este un serial american, creat de J. J. Abrams, care a fost difuzat de la 30 septembrie 2001 până la 22 mai 2006 în Statele Unite, având cinci sezoane. Jennifer Garner se află în rolul principal ca Sydney Bristow, un agent dublu CIA, care obișnuiește să se deghizeze cu diferite costumații în timpul misiunilor. 
Un subiect major al serialului este căutarea și recuperarea unor obiecte create de Rambaldi, un inventator/profet fictiv din perioada Renașterii, un fel de Leonardo da Vinci sau Nostradamus.
Sezonul 4 este difuzat în România în fiecare sâmbătă pe canalul Pro Cinema de la ora 20:30; iar pe AXN în fiecare joi de la ora 21:00.

## Distribuția
- Jennifer Garner - Sydney Bristow
- Victor Garber - Jack Bristow
- Ron Rifkin - Arvin Sloane
- Carl Lumbly - Marcus Dixon
- Kevin Weisman - Marshall Flinkman
- Michael Vartan - Michael Vaughn (1.01-5.01, mai apare și după aceste episoade)
- Greg Grunberg - Eric Weiss (Sezoanele 3 & 4, mai apare înainte și după aceste sezoane)
- Bradley Cooper - Will Tippin (Sezoanele 1 & 2, mai apare în episoadele 3.10 și 5.12)
- Merrin Dungey - Francie Calfo (Sezoanele 1 & 2, mai apare în episoadele: 3.6, 3.10 și 5.17)
- David Anders - Julian Sark (Sezoanele 2 & 3, mai apare înainte și după aceste sezoane)
- Lena Olin - Irina Derevko (Sezonul 2, mai apare în episoadele: 4.21, 4.22, 5.9, 5.11 și 5.17)
- Melissa George - Lauren Reed (Sezonul 3)
- Mía Maestro - Nadia Santos (Sezonul 4, mai apare înainte și după acest sezon)
- Rachel Nichols - Rachel Gibson (Sezonul 5)
- Élodie Bouchez - Renée Rienne (5.01-5.09, mai apare și după aceste episoade)
- Balthazar Getty - Thomas Grace (Sezonul 5)
- Amy Acker - Kelly Peyton (Sezonul 5, 5.10-5.17, mai apare și înainte de acest episoade)

## Echipa de producție
Serialul a fost produs de Touchstone Television și Bad Robot Production, cea mai mare parte fiind filmată în Los Angeles și în împrejurimile acestuia. Deși în serial sunt prezente multe locații din jurul lumii, doar un episod a fost filmat în afara Los Angeles-ului (Las Vegas).
- J. J. Abrams - Producător executiv
- John Eisendrath - Producător executiv (Sezonul 1-3)
- Alex Kurtzman -  Producător executiv (Sezonul 2-3)
- Roberto Orci -  Producător executiv (Sezonul 2-3)
- Jeff Pinkner - Producător executiv (Sezonul 5)
- Jesse Alexander - Producător executiv (Sezonul 5)
- Ken Olin - Producător executiv
- Michael Giacchino - Compozitor
- Michael Haro - Producător coordonator

## Subiectul

### Sezonul 1
Șapte ani înaintea sezonului 1, Sydney Bristow era  studentă la colegiu, când cineva care pretindea că lucrează pentru SD-6,(o presupusă ramură secretă a CIA) i-a oferit o slujbă. Ea a acceptat oferta și a devenit repede un agent de teren. În primul episod, Sydney îi spune logodnicului ei, Danny că este un spion. Ca rezultat al dezvăluirii existenței SD-6, Danny este omorât de SD-6.
Atunci Sydney află de la tatăl său Jack Bristow (un alt agent SD-6) că SD-6 nu este parte din CIA; în schimb, este parte Alianța celor Doisprezece, o organizație inamică Statelor Unite. Aceasta se hotărăște să își pună la dispoziție serviciile adevăratului CIA, devenind un agent dublu. Oferta sa este curând acceptată și începe o lungă și dificilă sarcină de a distruge SD-6 din interior. Află repede că și tatăl ei este un agent dublu pentru CIA.
Subiectul sezonului 1 cuprinde mai multe intrigi: Sydney este nevoită să-și ascundă identitatea sa triplă de prieteni, investigația lui Will Tippin în legătură cu moartea suspectă a lui Danny și încercările lui Sydney de a afla adevărul despre moartea mamei sale. Pe parcursul sezonului mai sunt prezentate și alte planuri, cum ar fi: prietenia lui Sydney cu Francie, relația lui Francie cu Charlie, și relația dintre Sydney și agentul ei de legătură CIA, Michael Vaughn, de care era la început sceptică, dar cu timpul începe să aibă încredere în el, deoarece viața ei devine foarte stresantă. În sezonul 1 mai este prezentată și o luptă, între mai multe organizații, de a colecționa cât mai multe artefacte create de Rambaldi.

### Sezonul 2
Al doilea sezon începe cu introducerea Irinei Derevko, mama lui Sydney, care va deveni o parte vitală a serialului. Până la mijlcul sezonului al doilea, serialul prezintă strângerea de informații necesare pentru distrugerea SD-6 (Sydney a obținut informații semnificative dintr-un server SD-6 aflat pe un avion, care pun capăt existenței întregii Alianțe). Astfel Sydney devine un agent normal pentru CIA, dar în căutarea fostului director al SD-6 Arvin Sloane, al asociatului acestuia Julian Sark și a artifactelor lui Rambaldi. Prietenii lui Sydney de la SD-6, Marcus Dixon și Marshall Flinkman, sunt informați în sfârșit de faptul că ea era un agent dublu și sunt chemați să lucreze pentru CIA.
În a doua jumătate a sezonului, a ieșit la iveală că Francie Calfo, prietena cea mai bună a lui Sydney, a fost omorată și înlocuită de Allison Doren, o femeie care a fost operată să arate exact ca și ea. Allison trebuia să-i spioneze pe Sydney și Will. În finalul sezonului Will este înjunghiat de Allison, iar Sydney (dupș o luptă feroce cu Allison) se trezește în Hong Kong, unde află de la Vaughn că a lipsit doi ani și că acesta este căsătorit.

### Sezonul 3
Al treilea sezon are loc după doi ani după evenimentele din sezonul 2, perioadă în care Sydney a lipsit și a fost considerată moartă. Mostrele de ADN dintr-un corp ars au confirmat moartea ei familiei și prietenilor.
Totuși, adevărul este că Sydney a fost răpită de o organizație teroristă numită Legământul (The Covenant), care a încercat să îi spele creierul, făcând-o să creadă că era o asasină numită Julia Thorne. Dar Sydney și-a șters voluntar memoria celor doi ani, în încercarea de a uita lucrurile pe care a fost forțată să le facă fiind Julia și de se asigura că un obiect al lui Rambaldi nu va mai fi găsit.
Sydney începe să-și investigheze cei doi ani pe care nu și-i putea  amintea în timp ce se reintegra la CIA. Acolo ea trebuie să accepte faptul că Arvin Sloane a devenit un renumit umanist internațional după ce a fost grațiat, iar Michael Vaughn s-a căsătorit cu agentul NSC Lauren Reed. S-a descoperit că Lauren Reed este de fapt un membru al Legământului, precum și iubita lui Julian Sark. NSC joacă rolul unei organizații guvernamentale care deține controlul asupra CIA-ului. Mai târziu Sydney descoperă că mama ei împreună cu Arvin Sloane au avut un copil, rezultatul unei aventurii din trecut. Sydney o localizează pe sora ei, Nadia, și o salvează pentru a nu fi omorâtă de Legământ.
La sfârșitul sezonului, Sydney pleacă într-o misiune și o întâlnește pe Lauren. În timpul luptei, Lauren îi spune lui Sydney că are informații despre trecutul ei, pentru a o convinge să o lase să trăiască. Apare Vaughn, care o salvează pe Sydney și o împușcă pe Lauren. În timp ce moare, Lauren îi spune lui Sydney numărul unei cutii de valori dintr-o bancă, unde poate găsi informații despre trecutul ei.

### Sezonul 4
Season 4 începe de unde s-a terminat sezonul 3, cu Sydney descoperind un document secret numit "S.A.B. 47 Project". S-a dezvăluit că acel document îi permitea lui Jack Bristow să o omoare pe mama lui Sydney, deoarece acesta avea motive întemeiate să creadă că Irina Derevko a pus un contract pe viața lui Sydney.
Sydney se alătură unei ramuri secrete a CIA-ului, creată după modelul fostului SD-6 și condusă de vechiul ei dușman Arvin Sloane. Noua divizie este numită "APO": Authorized Personnel Only. Membrii APO (toți aleși de către Sloane) includ aproape toate personajele din sezoanele anterioare, printre care: Jack, Vaughn, fostul partener al lui Sydney (și director al CIA-ului în sezonul 3) Marcus Dixon, geniul în tehnologie și calculatoare, Marshall Flinkman și cel mai bun prieten al lui Vaughn, Eric Weiss. Fiica lui Sloane Nadia Santos se alătură, de asemenea, echipei de la APO.
Pe parcursul sezonului, un impostor al lui Sloane obține tehnologia necesară pentru a implementa o apocalipsă prezisă de Rambaldi. Folosindu-se de Omnifam, adevăratul Sloane a poluat apa potabilă a lumii cu chimicale care pot cauza sentimente de pace și liniște. Dar, aceste sentimente pot fi inversate cu ajutorul Dispozitivului Mueller. Cea de a treia soră Derevko, Elena, construiește un dispozitiv Mueller uriaș în Sovogda, Rusia, care îi face pe locuitorii acestui oraș extrem de violenți. Sydney, Jack, Irina, Nadia și Vaughn merg acolo, distrug dispozitivul și o omoară pe Elena. Dar Nadia este injectată cu apă poluată și o atacă pe Sydney, până când Sloane este forțat să o împuște ca să o oprească. Nadia este pusă în comă până când se va găsi un remediu, iar Irina este lăsată de Jack să plece.
Sezonul se încheie cu Sydney și Vaughn care merg cu mașina la Santa Barbara. Vaughn îi dezvăluie lui Sydney un secret șocant: numele său adevărat nu este Michael Vaughn; iar întâlnirea lor inițială de la CIA nu a fost o coincidență. Înainte de mai divulga alte informații, mașina lor este lovită de un alt vehicul, iar sezonul se termină.

### Sezonul 5

Alias sezonul 5.

După accident, Vaughn este răpit. Sydney descoperă că Vaughn se află sub suspiciunea de a fi un agent dublu. Vaughn, mai târziu, reușește să evadeze și îi mărturisește lui Sydney că numele său adevărat este André Michaux. El dezvăluie faptul că investiga o operațiune secretă, cunoscută sub numele de Prophet Five, în care era implicat și tatăl său. În timpul misiunii de a recupera o carte, Sydney primește un telefon de la doctorul ei, care o anunță că este insărcinată. Mai târziu, Vaughn este împușcat -din ordinele lui Gordon Dean- și înmormântat. Patru luni mai târziu, Sydney continuă să investigheze uciderea lui Vaughn. Ea lucrează cu o bine-cunoscută asasină -care era și o prietenă a lui Vaughn- Renée Rienne, pentru a găsi mai multe informații despre Prophet Five. Între timp, Sydney îl urmărește pe Dean și organizația sa criminală, "The Shed", care se dădea drept CIA.
Doi noi membri se alătură echipei APO -Thomas Grace și Rachel Gibson- pentru a-l înlocui pe Weiss, care s-a mutat la Washington pentru o slujbă nouă, și pe Nadia, care se afla în comă. Rachel Gibson a fost mințită, precum a fost și Sydney, că lucra pentru CIA. După ce descoperă adevărul, se alătură adevăratului CIA, unde lucrează ca agent dublu. Cu ajutorul ei organizația The Shed a fost distrusă.
Pe un plan secundar, Arvin Sloane își continuă obsesia de a găsi un tratament pentru Nadia. Sloane este judecat și închis pentru acțiunile ilegale din trecut; dar apoi, este eliberat după un scurt timp, după ce comisia de judecată este manipulată de către Dean. În schimbul libertății sale, Sloane este obligat să lucreze pentru Dean, ca agent dublu în interiorul APO. Neștiind nimic de schimbarea loialității lui Sloane, Jack este de acord ca Sloane să se reîntoarcă la APO și să folosească resursele organizației pentru a găsi un tratamnet pentru Nadia.
La sfârșitul serialului, iese la suprafață scopul final al lui Sloane -nemurirea-, scop pentru care sacrifică viața Nadiei. Totuși, este prins pentru totdeauna în mormântul lui Rambaldi datorită lui Jack, care se sacrifică pentru a se răzbuna toată suferința pe care Sloane i-a provocat-o lui Sydney. Sydney merge în Hong Kong, unde o găsește pe Irina, care moare în urma luptei cu fiica sa.
Ultimul episod se încheie cu o secvență din viitor. Sydney și Vaughn sunt căsătoriți și mai au un al doilea copil, numit Jack în onoarea tatălui lui Sydney. Isabelle dă dovadă de aceeași abilitate de a completa un complicat test CIA, care i-a dezvăluit și lui Sydney capacitățile înnăscute de a deveni un agent ideal. Totuși, după ce completează puzzle-ul, ea îl dărâmă, poate pentru că nu va avea de gând să calce pe urmele mamei ei. Serialul se termină cu Dixon, Sydney, Vaughn și cei doi copii ai lor, care fac o scurtă plimbare pe plajă.

## Teme prezente în Alias
Familia — Relațiile familiale se dezvoltă de-a lungul serialului. În primul sezon este evidențiată mai ales relația dintre Sydney și tatăl ei, cu ecouri în relația dintre Arvin și Emily, ca părinții surogați pentru Sydney și idealizarea mamei ei, presupusă moartă. În al doilea sezon Sydney află că, de fapt, mama ei, Irina, și-a înscenat moartea și că trăiește -relația dintre Sydney și mama ei este presărată cu câteva neînțelegeri, dar, către finalul sezonului, Irina își dezvăluie dragostea maternă pe care i-o poartă fiicei ei. Al treilea și al patrulea sezon au schimbat tema relației părinte-copil și au introdus o serie de probleme dintre Vaughn și noua sa soție, precum și încercarea acestuia de a se reîmpăca cu Sydney. De asemenea, sunt prezentate surorile Irinei Derevko, Katya și Elena. Totuși, este întâlnită și relația părinte-copil, atunci când Vaughn descoperă că tatăl său a fost mai mult decât un simplu agent CIA, iar Sloane încearcă să se apropie de fiica sa Nadia. Sezonul cinci se bazează pe apariția "noii generații", deoarece Sydney și Vaughn se căsătoresc și au doi copii, Isabelle și Jack. În timp ce era însărcinată, Sydney își ia și rolul de părinte asupra noului agent, Rachel.
Încredere/Trădare — Mult din primele trei sezoane ale serialului au prezentat probleme de încredere și de trădare. Cea mai semnificativă este trădarea lui Sydney de SD-6. Totuși, serialul include numeroase exemple de trădare printre care și trădarea Irinei față de Jack, trădarea lui Sloane față de Alianță, trădarea lui Sydney față de SD-6. De fapt primul sezon poate fi văzut ca o serie de evenimente prin care Sydney învață să aibă încredere în tatăl ei, iar al doilea sezon poate fi văzut ca numeroase eforturi ale lui Sydney de a-și rezolva problemele de încredere cu mama ei.
Profeția — O mare parte din Alias se învârte în jurul unor profeții ale lui Milo Rambaldi. Prima sa profeție a fost referitoare la o femeie care va aduce lumea într-o dezolare totală. Mai târziu, Sloane, după ce asamblează mai multe obiecte ale lui Rambaldi, își primește propriul său mesaj profetic. Linia narativă a lui Rambaldi pare să se termine cu planul Elenei Derevko de la sfârșitul sezonului 4, dar, în sezonul 5, este introdusă o nouă organizație referitoare la Rambaldi, cunoscută sub numele de Prophet Five. Scopul acesteia s-a dovedit a fi descoperirea tuturor secretelor lui Rambaldi -inclusiv nemurirea.
Agenții de Informații Private / Non-Governmentale  — Alias cuprinde una dintre cele mai mari colecții de agenții fictive din istoria spionajului ficțional. Aceste agenții sunt grupuri clandestine de spionaj care comercializază secrete și arme. Organizații prezente pe parcursul serialului sunt:
- SD-6: una dintre cele doisprezece celule ale Alianței celor Doisprezece, care o angajează pe Sydney Bristow în sezonul 1, făcând-o să creadă că lucrează pentru CIA.
- Alianța celor Doisprezece: o organizație internațională nemiloasă, formată inițial din doisprezece agenți, care făceau parte din diverse organizații.
- K-Directorate: o agenție cu baza în Rusia, formată din foști veterani ai serviciilor secrete comuniste. Este prezentă mai mult în sezonul 1.
- FTL: cu baza în Hong Kong este aparent specializată în spionaj de înaltă tehnologie. A fost distrusă de Julian Sark în sezonul 1.
- "The Man" (Irina Derevko) a condus o organizație secretă care a distrus FTL.
- Legământul a fost introdus în sezonul 3. Printre agenții cunoscuți ai Legământului se numără: Sark, McKenas Cole, Lauren Reed și chiar Sydney (prin spălarea creierului).
- Prophet Five este organizația care controla The Shed, dar și una dintre cele mai vechi agenții descoperite de CIA, care se ocupa cercetări de ultra-secrete în urmă cu douăzeci de ani. A condus o organizație mai mică, de tipul SD-6, pentru care lucra Rachel Gibson. Prophet Five controla rețele de comunicație, iar membrii ei se infiltraseră în toate agențiile de informații, cum ar fi MI-6. În finalul serialului cei doisprezece lideri Prophet Five au fost uciși de Kelly Peyton.

## Genericul
Alias este neobișnuit pentru un serial american pentru că genericul nu apare decât la  sfârșitul primului act, câteodată după 15 minute după începerea episodului. În această privință seamănă cu filmele James Bond, în care anumite scene erau prezentate înaintea genericului. Depinzând de cererile fiecărui episod, câteodată genericul nu mai este difuzat în timp ce actorul joacă într-o anumită scenă; în acele ocazii titlul serialului nu apare pe ecran decât la sfârștul episodului.
În timp ce genericul apare, literele din titlul ALIAS licăresc în  negativ una câte una. "S"-ul este ultima literă care apare, de aceată dată permanent în negativ. Pe parcursul fiecărui episod, numele unui oraș sau al unei țări apare pe ecranul negru cu o literă în negativ, care apoi se mărește încet și o anumită scenă apare din acea literă.
Primele trei sezoane au folosit un generic care conținea numai numele actorilor în timp ce titlul ALIAS apărea gradual într-un colț pe un ecran negru. Majoritatea episoadelor din sezonul 1 au inclus un prolog narat de Sydney Bristow, stabilind premisa serialului. În sezoanele 1 și 3 "ochiul" lui Rambaldi ( <o> ) sclipea pe titlul ALIAS când apărea numele lui Victor Garber, iar în sezonul 2 când apărea numele lui Lena Olin.
Sezonul 4 era introdus de un generic mai scurt și mai strălucitor, care consta din remixul melodiei specifice serialului și din imagini cu deghizările lui Sydney în timp ce apăreau numele actorilor.

## Muzica
Genericul serialului prezintă muzică originală compusă de Michael Giacchino, ale cărui compoziții sunt în principal orchestrale. Coloana sonoră a serialului Alias reprezintă o îmbinare de piese orchestrale cu muzică electronică. Pe parcursul episoadelor sunt folosite numeroase melodii comerciale, potrivite în funcție de tipul scenei.

## Încadrarea în timp
Primul sezon din Alias a început în 2001. O referire la securitatea națională pe parcursul sezonului 1 sugerează faptul că serialul se desfășoară nu foarte mult după 11 septembrie deși Departamentul Federal pentru Securitatea Națională nu a fost instituit decât în 2003 (în afară de această referire la securitatea națională nu mai există o altă referire la 11 septembrie în primul sezon; totuși, se face o referire la Osama bin Laden în două episoade din sezonul 2). În primul sezon, fiecare episod acoperă evenimentele desfășurate pe parcursul unei săptămâni din viața lui Sydney, deși se spunea că fiecare episod are loc la o săptămână distanță. În anumite episoade, se fac referiri la evenimente reale actuale. De exemplu, într-un episod, Sydney îi sugerează lui Michael Vaughn că ar trebui să meargă la meciul dintre L.A. Kings și Islanders. Acest meci chiar a avut loc, foarte aproape de momentul când episodul a fost difuzat în 2002.
Finalul sezonului 2, care prezintă faptul că Sydney a pierdut doi ani din viața ei, ar sugera că serialul la începutul sezonului 3 are loc cu doi ani înaintea timpului din "lumea reală". Pentru majoritatea episoadelor din sezoanele 3-4, regizorii au evitat să menționeze orice dată curentă.

## Romane originale
Au fost publicate un număr de romane originale bazate pe serial, inițial pentru o audiență tânără. Majoritatea romanelor prezintă viața lui Sydney în misiunile din cadrul SD-6, sau misiunile lui Vaughn înainte de a o cunoaște pe Sydney. Deși au fost publicate pentru cititori tineri, cărțile au atacat subiecte serioase, cum ar fi prima dată când Sydney omoară pe cineva.
1. Recruited - Lynn Mason (2002)
2. A Secret Life - Laura Peyton Roberts (2003)
3. Disappeared - Lynn Mason (2003)
4. Sister Spy - Laura Peyton Roberts (2003)
5. The Pursuit - Elizabeth Skurnick (2003)
6. Close Quarters - Emma Harrison (2003)
7. Father Figure - Laura Peyton Roberts (2003)
8. Free Fall - Christa Roberts (2004)
9. Infiltration - Breen Frazier (2004)
10. Vanishing Act - Sean Gerace (2004)
11. Skin Deep - Cathy Hapka (2004)
12. Shadowed- Elizabeth Skurnick (2004)

A fost publicată o nouă serie de romane intitulate "The APO Series", care se potrivesc sezonului 4 și care au fost publicate de Simon Spotlight Entertainment.
1. Two of a Kind? - Greg Cox (2005)
2. Faina - Rudy Gaborno, Chris Hollier (2005)
3. Collateral Damage - Pierce Askegren (2005)
4. Replaced - Emma Harrison (2005)
5. The Road Not Taken - Greg Cox (2005)
6. Vigilance - Paul Ruditis (2005)
7. Strategic Reserve - Christina F. York (2006)
8. Once Lost - Kirsten Beyer (2006)
9. Namesakes - Greg Cox (2006)
10. Old Friends - Steven Hanna (2006)
11. The Ghost - Brian Studlet (2006)
12. A Touch of Death - Christina York (2006)
13. Mind Games - Paul Ruditis (2006)